# Szabolcs Tóth
Szabolcs Tóth (30 aprile 1975) è un ex giocatore di calcio a 5 ungherese.

## Carriera
Dopo gli inizi nel Párna all'inizio degli anni '90, Tóth ha giocato in alcune delle più competitive squadre ungheresi come Apenta Nestlé, Külker, Gödöllő e Győri ETO, prima di trasferirsi, nel gennaio del 2011, all'Aramis con cui concluse la carriera. Inoltre, ha militato per un biennio con la squadra rumena dello Székelyudvarhely. Tóth ha debuttato nella nazionale maschile di calcio a 5 dell'Ungheria nel settembre del 1997, giocandovi in seguito per quasi tre lustri; in totale ha disputato oltre 130 partite e realizzato 49 reti.

## Palmarès
- Campionato ungherese: 7
Apenta Nestlé: 1996-97
Külker: 1998-99
Cső-Montage: 2001-02, 2002-03
Gödöllő: 2005-06, 2006-07
Győri ETO: 2009-10
- Coppa d'Ungheria: 5
Cső-Montage: 2001-02, 2002-03
Gödöllő: 2005-06, 2006-07
Győri ETO: 2009-10
- Campionato rumeno: 1
Székelyudvarhely: 2007-08